# Lý Chiêu Hoàng
Pour les articles homonymes, voir Hoang.
Lý Chiêu Hoàng, née le 9 septembre 1218 à Hanoï et morte le 3 septembre 1278 à Bắc Ninh, est la neuvième et dernière représentante de la dynastie Lý. Lý Chiêu Hoàng est la seule et unique impératrice de l'histoire du Viêt Nam qui régna de 1224 à 1225. Puis elle fut impératrice consort de 1225 à 1237. Choisie par son prédécesseur l'empereur Lý Huệ Tông à l'âge de six ans, elle règne de 1224 à 1225 sous l'influence totale de Trần Thủ Độ et de la cour royale. Celui-ci arrange le mariage de l'enfant âgée de six ans avec son neveu de sept ans Trần Cảnh. Après le couronnement de Trần Cảnh, maintenant Trần Thái Tông, Ly Chiêu Hoàng a été rétrogradée au rang d'impératrice Chiêu Thánh et enfin au rang de princesse Chiêu Thánh puis fut forcée par Tran Thủ Độ d'abandonner la position d'impératrice consort à sa sœur aînée, la princesse Thuận Thiên.
Par la suite, elle se maria une fois de plus au général Lê Phụ Tran, avec qui elle a eu deux enfants. La vie compliquée et tragique de Ly Chiêu Hoàng est un bel exemple de la période turbulente de la fin des Lý et du début de la dynastie de Trần dans l'histoire du Vietnam.
Tran Thủ Độ renverse finalement la dynastie Lý en place pour fonder la dynastie Trần en 1225.
La dynastie Lý aura régné 215 ans avec 9 souverains, tandis que dynastie Trần règnera 175 ans avec 11 souverains.

## Histoire
Lý Chiêu Hoàng est née en septembre du calendrier lunaire 1218 sous le nom de Lý Phật Kim (李佛金), puis ultérieurement changea en Lý Thiên Hinh (李天馨), second enfant de l'empereur Lý Huệ Tông et de l'impératrice Trần Thị Dung. Elle a une sœur aînée, la princesse Thuận Thiên, née en 1216 et qui fut mariée avec le prince Phụng Càn (en vietnamien : Phụng Càn vương) Trần Liễu, Lý Phật Kim elle-même prit le titre de princesse Chiêu Thánh (昭聖), la seule successeure disponible pour le trône.
Du fait qu'il fut mentalement malade pendant très longtemps, l'empereur Lý Huệ Tông décida en dernier lieu de céder le trône de la dynastie Lý pour couronner la princesse Lý Chiêu Hoàng en octobre du calendrier lunaire 1224. Lý Chiêu Hoàng ainsi devint la première impératrice régnante de l'histoire du Vietnam. Cette décision de la part de Lý Huệ Tông fut considérée par les historiens Ngô Sĩ Liên comme un facteur crucial menant à l'effondrement de la dynastie Lý, parce que s'il avait choisi un membre capable de la famille royale au lieu de la jeune princesse, la situation de la dynastie aurait été bien différente.

## Destin de Lý Chiêu Hoàng

### Une impératrice régnante
Succédant au trône à l'âge de six ans, Lý Chiêu Hoàng gouverna sous la totale influence du Commandeur de la Garde Royale Trần Thủ Độ et d'autres membres du Clan Trần, qui commença à prendre le pouvoir dans la cour royale durant le règne de Lý Huệ Tông. Même les serviteurs de l'impératrice régnante furent choisis par Trần Thủ Độ, donc les serviteurs de confiance de Lý Chiêu Hoàng vinrent tous du clan Trần, comme Trần Bất Cập, Trần Thiêm ou Trần Thủ Độ celui du neveu de 7 ans Trần Cảnh. Quand Trần Cảnh informa Trần Thủ Độ que l'impératrice régnante paraissait avoir de l'affection envers lui, le chef du clan Trần décida immédiatement d'user de cette chance pour mettre en œuvre son complot pour renverser la dynastie Lý et pour fonder la dynastie de son propre clan. Dans un premier temps, Trần Thủ Độ plaça tout le clan Trần au Palais royal et arrangea en secret le mariage entre Lý Chiêu Hoàng et Trần Cảnh, sans la présence d'aucun mandarin ou membre de la famille royale Lý. Le royal mariage eut lieu en octobre ou novembre 1225, quand Lý Chiêu Hoàng et Trần Cảnh étaient tous deux âgés de 7 ans seulement. Après cela, il annonça le fait accompli à la Cour Royale et fit que Lý Chiêu Hoàng cède le trône au nouveau mari pour la raison qu'elle ne serait pas capable de tenir cette charge, donc Trần Cảnh fut choisi en tant que son successeur. En conséquence, les 216 ans de règne de la dynastie Lý prirent fin et la nouvelle dynastie Trần fut créée dès le premier jour du douzième mois lunaire, 1225 (31 décembre 1225). Le seul nom d'ère de l'impératrice régnante fut Thiên Chương Hữu Đạo (天彰有道).

### Une impératrice consort
Après le couronnement de Trần Cảnh, portant désormais le nom de Trần Thái Tông, Lý Chiêu Hoàng a été rétrogradée au grade d'imp”ératrice consort Chiêu Thánh (Chiêu Thánh hoàng hậu) en janvier 1226 .
Selon le Đại Việt sử kí toàn thư, l'impératrice Chiêu Thánh eut en 1233 un garçon qui est décédé enfant; L'absence de progéniture de la famille royale contraria le grand chancelier Trần Thủ Độ parce qu'il avait exploité cette même situation concernant l'empereur Lý Huệ Tông pour renverser la dynastie Lý. Cependant, en 1237 Trần Thủ Độ décida de forcer Trần Liễu à renoncer à sa femme la princesse Thuận Thiên alors qu'elle était déjà enceinte de trois mois de son fils Trần Quốc Khang. Après le mariage royal, Thuận Thiên fut faite nouvelle impératrice de la dynastie Trần pendant que Lý Chiêu Thánh fut rétrogradée en princesse. Furieux de perdre sa femme enceinte, Trần Liễu organisa une révolte contre la famille royale; pendant ce temps, Thái Tông devint mal à l'aise à propos de cette situation et décida de devenir moine dans la montagne Yên Tử. Finalement Trần Thủ Độ persuada Thái Tông de revenir sur le trône et Trần Liễu se rendit en jugeant qu'il ne pouvait l'emporter avec ses maigres forces. En effet, tous les soldats ayant participé à cette révolte furent tués; Trần Thủ Độ même voulait la tête de Trần Liễu mais fut arrêté par Thái Tông. Les historiens vietnamiens de l'ère féodale tels que Ngô Sĩ Liên ou Phan Phu Tiên critiquèrent souvent les décisions de Trần Thủ Độ et Trần Thái Tông dans cette situation et les considérèrent à l'origine de la chute de la dynastie Trần par la suite durant le règne de Trần Dụ Tông.

### Mariage forcé avec le Général
En 1258, Thái Tông décida de remarier la princesse Chiêu Thánh au général Lê Phụ Trần car il avait eu un rôle essentiel dans la victoire du Đại Việt sur les premières invasions mongoles. Cet évènement fut une fois de plus critiqué dans les livres d'histoire pour manque de code moral du mariage durant la première période Trần. La princesse Chiêu Thánh mourut à Cổ Pháp en mars 1278 à l'âge de 61 ans. Avec son second mari Lê Phụ Trần, elle eut deux enfants, Marquis Lê Tông et la princesse Ứng Thụy Lê Khuê.

## Héritage
À cause de son rôle dans l'effondrement de la dynastie Lý (comme les personnes l'ont reconnues en ce temps), Lý Chiêu Hoàng ne fut pas adorée comme ses ancêtres, et les huit précédents empereurs de la dynastie Lý, au temple de Lý Bát Đế (Bắc Ninh) ; sa tablette  ancestrale fut seulement placée dans un temple à proximité, plus petit que le temple principal  à Đình Bảng, dans la municipalité Từ Sơn, (province Bắc Ninh), et porte le nom de Đền Rồng. À partir du début 2009, ce temple fut rénové à grande échelle à l'occasion de l'anniversaire du millénaire de Hanoï fondé par la dynastie Lý. Cette restauration fut critiquée par plusieurs journaux et résidents parce que presque tous les décors architecturaux au Palais religieux furent démolis et totalement reconstruits malgré le fait que le temple religieux fut déjà considéré comme un monument historique du Vietnam. Pour répondre aux critiques, les responsables officiels de cette rénovation statuèrent que le temple était de fait pas si ancien que d'autres le pensaient et ils avaient à reconstruire à partir des fondations parce que le temple était en très mauvais état et une reconstruction était nécessaire.

## Liste des Lý
- 1009-1028 : Lý Thái Tổ
- 1028-1054 : Lý Thái Tông, son fils ;
- 1054-1072 : Lý Thánh Tông, son fils ;
- 1072-1127 : Lý Nhan Tông, son fils ;
- 1127-1138 : Lý Thần Tông, son neveu et fils adoptif ;
- 1138-1175 : Lý Anh Tông, son fils ;
- 1175-1208 : Lý Cao Tông, son fils, déposé ;
- 1208-1209 : Tham, usurpateur ;
- 1209-1210 : Lý Cao Tổng, rétabli ;
- 1210-1224 : Lý Huệ Tông, son fils, abdique ;
- 1224-1225 : Lý Chiêu Hoàng (1218-1278), sa fille abdique.